# Famille Mitte
La famille Mitte est une famille noble éteinte, originaire du Velay et ayant essaimé en Forez, en Dauphiné, en Lyonnais et en Bourbonnais.

## Histoire
Les Mitte sont un lignage qui s'intitule seigneur de Mons, une terre située sur Saint-Georges-Lagricol, au diocèse du Puy-en-Velay, dans l'actuel département de la Haute-Loire. Ils sont vassaux de Chalencon. Les premières mentions attestées ne remontent pas au-delà de 1278. Ils possèdent quelques biens en Forez.
Certains membres apparaissent dans l'entourage des seigneurs de Saint-Bonnet-le-Château. 
Le premier membre attesté est Ogier de Mons, chevalier. Ce dernier a deux fils, Pons, chevalier, et Bertrand, dit Mitte, donzeau. Pons apparait occasionnellement au service du comte de Forez. Bertrand se met quant à lui au service du dauphin de Viennois, Humbert Ier, duquel il obtient des libéralités. Selon Guy Allard (1684), repris par Rivoire de La Bâtie (1867) et Dom Dijon (1902), il serait chambellan de Humbert, dauphin de Viennois, maréchal de Dauphiné (1290 et 1301), mais Perroy (1976) indique que l’information n’est pas vérifiée.

### Expansion en Forez, Dauphiné, Lyonnais
Dans la première moitié du XIVe siècle, à l'issue d'un mariage, la famille obtient la terre de Chevrières, située en Jarez forézien.

### Héritage de Miolans
En 1438, Louis Mitte épouse Françoise de Miolans,. Leur fils Jean [III] hérite du nom de Chevrières. Son frère Louis [II], fait capitaine des gardes du roi et sénéchal de Bourbonnais, prend le nom de Miolans et fait écarteler ses armes avec celles de Miolans, en 1524.
Le curé de Chevrières (1890-1896), Charles Signerin (1843-1925), auteur d'une Histoire de Chevrières, indique que cette seigneurie lui « venait de sa grand-mère, Françoise de Miolans, qui l'avait apportée en dot à son grand-père, Louis Mitte Ier. » Selon l'abbé James Condamin (1844-1929), cet acte se fait « Malgré que les contestations engagées entre Louis II Mitte et le Duc de Savoie, au sujet de l'héritage des Miolans, ne fussent point terminées [...] ». Louis (II) institue, dans son testament de 1529, son fils Jean comme « son héritier, avec charge de porter les noms de Mitte et de Miolans ».
Son fils, Jean [IV] de Miolans, seigneur de Chevrières (1513-1574) épouse Françoise Maréchal, originaire du Mâconnais. Ils ont un fils Jacques. Jacques de Miolans, seigneur de Chevrières, épouse en premières noces Gabrielle de Saint-Chamond, qui lui apporte le titre.
Leur fils, Melchior hérite des terres de Chevrières (1596) et Saint-Chamond (1606). Il obtient que Saint-Chamond soit érigée en marquisat,. Il est ambassadeur du roi Louis XIII en 1629, lieutenant-général des armées du roi en 1633, ministre d'État. En 1621, « son frère consanguin et cadet » meurt, il hérite ainsi des titres de comte de Miolans (Savoie) et d'Anjou (Dauphiné).
Le fils aîné, Just-Henry, afin de couvrir les dettes de son père, vend une bonne partie des biens familiaux. Il meurt sans postérité. Son frère cadet, Jean-François, issu du second mariage de son père  (v.1602-1621), meurt au siège de Montauban, en 1621. Avec lui s'éteint en ligne masculine la famille Mitte, n'ayant eu que des filles. L'aînée, Marie Anne, apporte Saint-Chamond à son époux, Charles Emmanuel de La Vieuville, comte de Vienne, premier baron de Champagne.

## Armoiries

Armes de la famille.

Les armes des Mitte se blasonnent ainsi : D'argent, au sautoir de gueules ; à la bordure de sable, chargée de huit fleurs de lys d'or.

## Filiation
Le médiéviste Perroy (1976) propose une filiation dans sa notice sur la famille. Sauf mention contraire, les dates correspondent aux premières et aux dernières mentions dans la documentation.
- Ogier de Mons (1278-1290), chevalier
  - Pons (1301-1310), héritier de Mons
  - Bertrand de Mons, dit Mitte (1294-1299), donzeau, ∞ N.N. [Bruyère]
    - Guillaume (1328/29 † 1342), abbé de Saint-Antoine.
    - Pierre Mitte de Mons / Mitton de Mons (1313 † 1358), donzeau, héritier de Mons, ∞ Odette de La Mastre
      - Bertrand (1372/74-1389), abbé de Saint-Antoine.
      - Pons/Ponce (1369?-1372/74), abbé de Saint-Antoine.
      - Guillaume (1331 † 1361)
        - Guicharde († 1384)
        - Alice (1384)
        - Marg. († 1372)
        - Pierre (1361 † 1390)
          - Dauphine, ∞ Damas de la Faye, donzeau
          - Jean, dit Mitton († 1395), ∞ Agnès Alaman
            - Jacques (1415-1425), prieur d'Ambronay (1415-1419)
            - Jean (1410 † 1416), ∞ Isabelle de Montagny
              - Louis (1434 † 1489), seigneur de Chevrières, Viricele et Grézieu, héritier de Mons, ∞ Françoise de Miolans
                - Jeanne, ∞ Guillaume de Rochefort, sgr de la Vallette
                - Jean (1474 † 1499), ∞ Anne de Laire, héritière d'Unias, Cuzieu, Chagnon et Doizieu
                  - Pierre, mort sans postérité
                  - Jean († 1533), abbé
                  - Louis (1509 † 1529), ∞ Madeleine de Crussol
                    - Antoine dit de Laire, sgr de Cuzieu
                    - Gaspard († 1604), chanoine de Lyon
                      - Anne, ∞ Antoinne du Verney d'Augerolles, sgr de Sapolgue.
                      - Jacques († 1606), sgr de Chevrières, puis "barons" de Saint-Chamond par héritage, sgr de Châtelus, ∞ Gabrielle Durgel, dame de Saint-Chamond, sept enfants dont,
                        - Melchior (1586 † 1649), ∞ (1, 1610) Isabelle de Tournon ; ∞ (2) Gabrielle de Gadagne
                          - Just-Henry († 1664), sans postérité.
                          - Jean Armand († 1691)
                            - Marie Anne († 1714), ∞ (1684) Charles Emmanuel de La Vieuville, comte de Vienne, premier baron de Champagne

                        - Gasparde, ∞ (1604) Claude IV de L'Aubespine, baron de Châteauneuf (1574-1619)

                    - Jean (1534 † 1574), sgr de Chevrières, comte de Miolans et d'Anjou, ∞ Françoise Maréchal, quinze enfants dont,
                    - Claudine, ∞ Louis de Talaru, sgr de Chalmazel

                  - Louise, ∞ Zacharie de Saint-Symphorien
                  - Jacques, chevalier de Rhodes.

              - Guillaume/Guillot († 1478), sgr de Mons, sans postérité.

          - Jeanne, N.N., sgr de la Chaux (Bourg.)

        - Odette (1406)
        - Jeanne, abbesse
        - Poitevine
        - trois fils

      - Vierne (1336)
      - Poitevine
      - Alice
      - Clémence

    - Pons (1328/29), professeur en lois, chanoine de Vienne (parfois confondu avec son neveu).
    - Bertrand (1329), prieur de Sainte-Croix de Savigneux.

  - (?) Jacquère (1314)

## Personnalités

### Seigneurs
- Pierre Mitte de Mons, chevalier, seigneur de Mons (1340), châtelain de Donzy, Feurs et Néronde (1346), bailli de Forez (1352[3] ou 1354[18]).
- Jacques Mitte (1549 † 1606), seigneur de Chevrières et de Saint-Chamont, lieutenant général au gouvernement du Lyonnais, chevalier des ordres (1598).
- Melchior Mitte de Miolans (1586 † 1649), fils du précédent, ministre d'État sous Louis XIII et ambassadeur extraordinaire à Rome sous Louis XIV.
- Just-Henry (1615 † 1664), fils du précédent, premier chanoine de Saint-Jean-Baptiste de Saint-Chamond, premier baron du Lyonnais et Conseiller du roi.
- Louis II Mitte de Miolans († 1529), seigneur de Chevrières, capitaine des Garde du corps du roi (1524), sénéchal du Bourbonnais (1525), et bailli de Gévaudan (1528)[19].

### Religieux
- Bertrand, moine de La Chaise-Dieu, prieur de Sainte-Croix de Savigneux[3].
- Pierre (v. 1342), clerc de la cathédrale du Puy, chanoine de Vienne et de St-Agrippan du Puy[20].
- Jacques, prieur d'Ambronay (1415-1419)[21]
- Pierre Mitte de Chevrières (de) (Petrus Mitte de Caprariis) (1416-1479), théologien, maître de l'hôpital Saint-Antoine de Memmingen (1439-1479)[22].
- Jean († 1533), abbé commendataire de Clérac et coadjuteur de Vienne[12].

La famille compte trois abbés de Saint-Antoine de Vienne : Guillaume (1328-1342), Ponce (1369?-1374), neveu du précédent, Bertrand (1374?-1389), frère du précédent.
La famille compte cinq chanoines-comtes, au sein du Chapitre de Saint-Jean de Lyon, entre les XIVe et XVIIe siècles :
- 1336 : Pons Mitte de Mons, abbé de Saint-Antoine de Vienne, et selon des auteurs, chanoine de Vienne et du Puy ;
- 1509 : Jean Mitte de Chevrières († 1533), dit Mitte de Cuzieu, abbé de Clérac (Gascogne) ;
- 1533 : Antoine Mitte de Chevrières ;
- 1548 : Gaspard Mitte de Chevrières, prévôt et chamarrier ;
- 1642 : François Mitte de Saint-Chamond.

### Fonds d'archives
- Fonds : Série F (sans date). Collection : Loire, Saint-Chamond : Mitte de Miolans de Chevrières, extrait de généalogie; Cote : 118 F 682. Archives départementales du Cantal (présentation en ligne).